# DreamWorks
A DreamWorks SKG céget 1994-ben alapította Steven Spielberg, David Geffen illetve Jeffrey Katzenberg. Az SKG rövidítés hármójuk nevéből származik. A vállalkozás filmgyártásra és filmforgalmazásra alapult. Saját filmjeit maga forgalmazza, bevételeit megosztja az alkotókkal és az összes alkalmazottjával. Első produkciójukat 1997-ben mutatták be a The Peacemaker címen Nicole Kidman és George Clooney főszereplésével, amit 40 millió dollárból forgattak. Ezt követte Spielberg történelmi filmje az Amistad 50 millió dolláros költségvetésből. Főleg közepes és nagy költségvetésű filmeket forgattak. Spielberg filmjein kívül számos filmmel értek el kasszasikereket, többek között a Gladiátor, A kör, a Shrek, az Amerikai szépség és az Apádra ütök című munkáikkal. A Dreamworks egyik csoportja a 90-es években gyártotta az egyetlen interaktív játékát melynek neve The Neverhood.

## Animációs filmek
| Cím                                                                                              | Megjelenés           | Magyar megjelenés   | Rendező(k)                                               | Legfőbb szereplők                                         |
| ------------------------------------------------------------------------------------------------ | -------------------- | ------------------- | -------------------------------------------------------- | --------------------------------------------------------- |
| Z, a hangya (AntZ)                                                                               | 1998. október 02.    | 1998. december 3.   | - Eric Darrnell - Tim Jhonson                            | - Woody Allen - Sylvester Stalone - Sharone Stone         |
| Egyiptom hercege (The Prince of Egypt)                                                           | 1998. december 18.   | 1998. december 24.  | - Brenda Chapman - Steve Hicker - Simon Wells            | - Val Kilmer - Ralph Fiennes - Michelle Pfeifer           |
| Irány Eldorádó (The Road to El Dorado)                                                           | 2000. március 31.    | 2000. december 21.  | - Bibo Bergeron - Will Finn - Don Paul - David Silverman | - Kevin Kline - Kenneth Branagh - Rosie Perez             |
| Csibefutam (Chicken Run)                                                                         | 2000. június 21.     | 2000. augustus 17.  | - Peter Lord - Nick Park                                 | - Julia Sawalha - Mel Gibson - Miranda Richardson         |
| József, az álmok királya (Joseph: King of Dreams)                                                | 2000. november 07.   | 2001. április 17.   | - Rob LaDuca - Robert C. Ramirez                         | - Ben Affleck - Mark Hamill - Richard Herd                |
| Shrek (Shrek)                                                                                    | 2001. május 19.      | 2001. június 21.    | - Andrew Adamson - Vicky Jenson                          | - Mike Myers - Cameron Diaz - Eddie Murphy                |
| Szilaj, a vadvölgy paripája (Spirit: Stallion of the Cimarron)                                   | 2002. május 24.      | 2002. július 4.     | - Kelly Asbury - Lorna Cook                              | - Matt Damon - James Cromvell - Daniel Studi              |
| Szinbád - A hét tenger legendája (Sinbad: Legend of the Seven Seas)                              | 2003. július 02.     | 2003. július 17.    | - Tim Johnson - Patrick Gilmore                          | - Brad Pitt - Catherine Zeta-Jones - Michelle Pfeifer     |
| Shrek 2. (Shrek 2.)                                                                              | 2004. május 19.      | 2004. július 1.     | - Andrew Adamson - Kelly Asbury - Conrad Vernon          | - Mike Myers - Cameron Diaz - Eddie Murphy                |
| Cápamese (Shark Tale)                                                                            | 2004. október 01.    | 2004. október 28.   | - Vicky Jenson - Bibo Bergeron - Rob Letterman           | - Will Smith - Robert De Niro - Jack Black                |
| Madagaszkár (Madagascar)                                                                         | 2005. május 27.      | 2005. június 9.     | - Eric Darnell - Tom McGarth                             | - Ben Stiller - Chris Rock - Sacha Baron Choen            |
| Wallace és Gromit és az elvetemült veteménylény (Wallace & Gromit: The Curse of the Were-Rabbit) | 2005. október 05.    | 2005. október 24.   | - Steve Box - Nick Park                                  | - Peter Sallis - Ralph Fiennes - Helena Bonham Carter     |
| Túl a sövényen (Over the Hedge)                                                                  | 2006. május 19.      | 2006. július 6.     | - Tim Johnson - Karey Kirkpatrick                        | - Bruce Willis - Garry Shandling - Steve Carrell          |
| Elvitte a víz (Flushed Away)                                                                     | 2006. november 03.   | 2006. november 30.  | - David Bowers - Sam Fell                                | - Hugh Jackman - Kate Winslet - Ian McKellen              |
| Harmadik Shrek (Shrek the Third)                                                                 | 2007. május 18.      | 2007. június 14.    | - Chris Miller                                           | - Mike Myers - Cameron Diaz - Eddie Murphy                |
| Mézengúz (Bee Movie)                                                                             | 2007. november 02.   | 2007. december 6.   | - Steve Hickner - Simon J. Smis                          | - Jerry Seinfeld - Renée Zellweger - Matthew Broderick    |
| Kung Fu Panda (Kung Fu Panda)                                                                    | 2008. június 06.     | 2008. július 3.     | - John Stevenson - Mark Osborne                          | - Jack Black - Dustin Hoffman - Ian McShane               |
| Madagaszkár 2. (Madagascar: Escape 2 Africa)                                                     | 2008. november 07.   | 2008. november 6.   | - Eric Darnell - Tom McGrath                             | - Ben Stiller - Chris Rock - Sacha Baron Choen            |
| Szörnyek az űrlények ellen (Monsters vs. Alien)                                                  | 2009. március 27.    | 2009. április 02.   | - Conrad Vernon - Rob Letterman                          | - Reese Witherspoon - Seth Rogen - Hugh Laurie            |
| Így neveld a sárkányodat (How to Train Your Dragon)                                              | 2010. március 26.    | 2010. március 25.   | - Chris Sanders - Dean Deblois                           | - Jay Baruchel - Gerard Butler - America Ferrara          |
| Shrek a vége, fuss el véle (Shrek Forewer After)                                                 | 2010. május 21.      | 2010. július 08.    | - Mike Mitchell                                          | - Mike Myers - Cameron Diaz - Eddie Murphy                |
| Megaagy (Megamind)                                                                               | 2010. november 05.   | 2010. december 16.  | - Tom McGrath                                            | - Will Ferrell - Brad Pitt - Tina Fey                     |
| Kung Fu Panda 2. (Kung Fu Panda 2)                                                               | 2011. május 26.      | 2011. június 2.     | - Jennifer Yuh Nelson                                    | - Jack Black - Dustin Hoffman - Garry Oldman              |
| Csizmás, a kandúr (Puss in Boots)                                                                | 2011. október 28.    | 2011. december 1.   | - Chris Miller                                           | - Antonio Banderas - Salma Hayek - Zach Galifianakis      |
| Madagaszkár 3. (Madagascar 3: Europe's Most Wanted)                                              | 2012. június 08.     | 2012. június 14.    | - Eric Darnell - Tom McGrath - Conrad Vernon             | - Ben Stiller - Chris Rock - Sacha Baron Cohen            |
| Az öt legenda (Rise of the Guardians)                                                            | 2012. november 21.   | 2012. november 29.  | - Peter Ramsey                                           | - Chris Pine - Jude Law - Alec Baldwin                    |
| Croodék (The Croods)                                                                             | 2013. március 22.    | 2013. március 21.   | - Kirk DeMicco - Chris Sanders                           | - Nicolas Cage - Emma Stone - Ryan Reynolds               |
| Turbó (Turbo)                                                                                    | 2013. július 19.     | 2013. október 17.   | - David Soren                                            | - Ryan Reynolds - Paul Giamatti - Michael Pena            |
| Mr. Peabody és Sherman kalandjai (Mr. Peabody & Sherman)                                         | 2014. március 07.    | 2014. március 13.   | - Rob Minkoff                                            | - Ty Burrell - Max Charles - Ariel Winter                 |
| Így neveld a sárkányodat 2. (How to Train Your Dragon 2)                                         | 2014. június 13.     | 2014. június 19.    | - Dean DeBlois                                           | - Jay Baruchel - Gerard Buttler - America Ferrera         |
| Madagaszkár Pingvinjei (Penguins of Madagascar)                                                  | 2014. november 26.   | 2014. november 27.  | - Simon J. Smisth - Eric Darnell                         | - Tom McGrath - Chris Miller - Conrad Vernon              |
| Végre otthon! (Home)                                                                             | 2015. március 27.    | 2015. március 26.   | - Tim Johnson                                            | - Jim Pearson - Rihanna - Steve Martin                    |
| Kung Fu Panda 3. (Kung Fu Panda 3)                                                               | 2016. január 29.     | 2016. március 17.   | - Jennifer Yuh Nelson                                    | - Jack Black - Bryan Craston - J. K. Simmons              |
| Trollok (Trolls)                                                                                 | 2016. november 04.   | 2016. október 27.   | - Mike Mitchell - Walt Dohrn                             | - Anna Kendrick - Justin Timberlake - Zooey Deschanel     |
| Bébi úr (The Boss Baby)                                                                          | 2017. március 31.    | 2017. április 13.   | - Tom Grath                                              | - Miles Christopher Bakshi - Alec Baldwin - Steve Busceni |
| Alsógatyás kapitány: Az első nagyon nagy film (Captain Underpants)                               | 2017. június 02.     | 2017. november 17.  | - David Soren                                            | - Kevin Hart - Thomas Middledicht - Ed Helms              |
| Így neveld a sárkányodat 3. (How to Train Your Dragon: The Hidden World)                         | 2019. február 22.    | 2019. február 21.   | - Dean DeBlois                                           | - Jay Baruchel - America Ferrera - F. Murray Abraham      |
| Jetikölyök (Abominable)                                                                          | 2019. szeptember 27. | 2019. október 24.   | - Jill Culton                                            | - Chloe Bennet - Albert Tsai - Tenzing Norgar Trainor     |
| Trollok a világ körül (Trolls World Tour)                                                        | 2020. április 10.    | 2020. október 29.   | - Walt Dohrn - David P. Smith                            | - Anna Kendrick - Justin Timberlake - Rachel Bloom        |
| Croodék: Egy új kor (The Croods: A New Age)                                                      | 2020. november 25.   | 2021. július 22.    | - Joel Carwford                                          | - Emma Stone - Nicolas Cage - Ryan Reynolds               |
| Szilaj: Zabolátlanok (Spirit: Untamed)                                                           | 2021. június 04.     | 2021. július 8.     | - Elaine Bogan - Ennio Torresan                          | - Jake Gyllenhaal - Isabela Moner - Marsai Martin         |
| Bébi úr: Családi ügy (The Boss Baby: Family Business)                                            | 2021. július 02.     | 2021. augusztus 26. | - Tom McGrath                                            | - Alec Baldwin - James Marsdem - Amy Sedaris              |
| A rosszfiúk (The Bad Guys)                                                                       | 2022. április 22.    | 2022. március 24.   | - Pierre Perifel                                         | - Sam Rockwell - Richard Ayoade - Awkwafina               |
| Csizmás a kandúr: Az utolsó kívánság (Puss in Boots: The Last Wish                               | 2022. december 21.   | 2022. december 8.   | - Joel Crawford                                          | - Antonio Banderas - Salma Hayek - Harvey Guillén         |
| Ruby Gillman, tinikráken (Ruby Gillman, Teenage Kraken)                                          | 2023. június 30.     | 2023, június 29.    | - Kirk DeMicco                                           | - Lana Condor - Toni Collette - Annie Murphy              |
| A vad robot (The Wild Robot)                                                                     | 2024. szeptember 27. | 2024. október 24.   | - Chris Sanders                                          | - Lupita Nyong’o - Pedro Pascal - Kit Connor              |

## Filmjeik

### 1997
- Amistad (Amistad)
- Egértanya (Mouse Hunt)
- Peacemaker (The Peacemaker)

### 1998
- Chipkatonák (Small Soldiers)
- Deep Impact
- Paulie
- Ryan közlegény megmentése (Saving Private Ryan)

### 1999
- Amerikai szépség (American Beauty)
- Az átok (The Haunting)
- Galaxy Quest – Galaktitkos küldetés (Galaxy Quest)
- Gyilkos álmok (In Dreams)
- Mint a hurrikán (Forces of Nature)
- Szerelmeslevél (The Love Letter)

### 2000
- Apádra ütök (Meet the Parents)
- Cool túra (Road Trip)
- Gladiátor (Gladiator)
- Majdnem híres (Almost Famous)
- Örök darab (An Everlasting Piece)
- Számkivetett (Cast Away)
- Temetetlen múlt (What Lies Beneath)
- Walk the Talk
- A manipulátor (The Contender)

### 2001
- A. I. – Mesterséges értelem (A.I. Artifical Intelligence)
- Egy csodálatos elme (A Beautiful Mind)
- Evolúció (Evolution)
- A jade skorpió átka (The Curse of the Jade Scorpion)
- A mexikói (The Mexican)
- Az utolsó erőd (The Last Castle)

### 2002
- Holly Woody történet (Hollywood Ending)
- Az időgép (The Time Machine)
- Kapj el, ha tudsz (Catch Me If You Can)
- A kárhozat útja (Road to Perdition)
- A kör (The Ring)
- Különvélemény (Minority Report)
- A szmokinger (The Tuxedo)

### 2003
- The Actors
- Államfőnök (Head of State)
- Csak az a szex (Anything Else)
- A felejtés bére (Paycheck)
- Ház a ködben (House of Sand and Fog)
- A Macska – Le a kalappal (The Cat in the Hat)
- Millennium Actress
- Soul Cailbur
- Sulihuligánok (Old School)
- Vad motorosok (Biker Boyz)
- Vágta (Seabiscuit)

### 2004
- The Assumption
- Collateral – A halál záloga (Collateral)
- Eurotúra (Eurotrip)
- A híres Ron Burgundy legendája (Anchorman: The Legend of Ron Burgundy)
- Irigy kutya (Envy)
- A balszerencse áradása (Lemony Snicket's A Series of Unfortunate Events)
- Nyerj egy randit Tad Hamiltonnal! (Win a Date with Tad Hamilton!)
- A stepfordi feleségek (The Stepford Wives)
- Terminál (The Terminal)
- Túlélni a karácsonyt (Surviving Christmas)
- Vejedre ütök (Meet the Fockers)

### 2005
- Dreamer: Inspired by a True Story
- Egy gésa emlékiratai (Memoirs of a Geisha) (a Columbia Pictures-zel és a Buena Vista-val)
- Éjszakai járat (Red Eye)
- Ha igaz volna… (Just Like Heaven)
- A kör 2 (The Ring Two)
- Match Point
- München (Munich) (a Universal-lal)
- The Prize Winner of Defiance, Ohio
- A sziget (The Island) (a Warner Bros.-al)
- Világok harca (War of the Worlds)

### 2006
- Micsoda srác ez a lány! (She's the Man)
- A dicsőség zászlaja (Flags of Our Fathers)
- Levelek Ivo Dzsimáról (Letters from Iwo Jima)
- Dreamgirls (Dreamgirls)

### 2007
- Norbit (Norbit)
- Jégi dicsőségünk (Blades of Glory)
- Disturbia (Disturbia)
- Transformers (Transformers)
- Agyő, nagy ő! (The Heartbreak Kid)
- Papírsárkányok (The Kite Runner)

### 2008
- A romok (The Ruins)
- Trópusi vihar (Tropic Thunder)
- Sasszem (Eagle Eye)
- A szabadság útjai (Revolutionary Road)

### 2009
- Kutyaszálló (Hotel for Dogs)
- Egek ura (Up in the Air)

### 2010
- Túl jó nő a csajom (She’s Out of My League)
- Gyógyegér vacsorára (Dinner for Schmucks)

### 2011
- A negyedik (I Am Number Four)
- Cowboyok és űrlények (Cowboys & Aliens)
- A segítség (film) (The Help)
- Frászkarika (Fright Night)
- Vasököl (Real Steel)
- Hadak útján (War Horse)

### 2012
- Ezer szó (A Thousand Words)
- Lincoln

### Gyártásban
- Appearances (2005)
- Back Roads (2005)
- Hammer Down (2005)
- The Hands of Shang-Chi (2005)
- Killing Pablo (2005)
- Magick (2005)
- The Talisman (2005)
- Tortoise Vs. Hare (2005)
- Untitled Alexander the Great Project (2005)
- Why Can't I Be Audrey Hepburn (2006)
- The Heartbreak Kid (2006)
- Baywatch (2006)
- Untitled Marlene Dietrich Project (2006)
- People like Us (2012)

### Bejelentve
- Tamara (2006)
- Crood Awakening (2011)
- It Came From Earth! (20??)
- Rex Havoc (20??)
- Route 66 (20??)

## Tévésorozatok
- Into the West (2005) (mini sorozat)
- Alienators: Evolution Continues (2001)
- Band of Brothers (2001) (mini sorozat)
- The Contender (2005)
- Champs (1996)
- Freaks and Geeks (1999)
- High Incident (1996)
- Ink (1996)
- Invasion America (1998)
- The Job (2001)
- Las Vegas (2003)
- Oliver Beene (2003)
- The Pacific War (2006) (mini sorozat)
- Spin City (1996)
- Toonsylvania (1998)
- A Madagaszkár pingvinjei (televíziós sorozat) (2010)
- Kung Fu Panda – A rendkívüliség legendája (2011)
- Sárkányok (2012)
- Undeclared (2001)

## Játékok
The Neverhood